# Dagesztáni Autonóm Szovjet Szocialista Köztársaság

1981-es dagesztáni bélyeg

A  Dagesztáni Autonóm Szovjet Szocialista Köztársaság (rövidítve Dagesztáni ASZSZK) az Oroszországi Szovjet Szövetségi Szocialista Köztársaság egyik autonóm köztársasága volt a Kaszpi-tenger és a Kaukázus hegyvonulatai között.
Az ASZSZK fővárosa Mahacskala volt.

## Történelme
A Dagesztáni ASZSZK 1921. január 20-án jött létre a korábbi Dagesztáni és Tereki Kormányzóság területén mint Dagesztáni Autonóm Szocialista Szovjet Köztársaság. Az 1921. december 7-én tartott első szovjet alkotmányozó kongresszus elfogadta a Dagesztáni ASZSZK alkotmányát. 1922. február 16-án átadták az OSZSZSZK Munkaügyi Vörös Zászlójának Rendjét, amelyet az autonóm köztársaság kormánya a népi szolidaritásért vezetett be, amikor az októberi forradalom után elnevezett 50 kilométer hosszúságú öntözőcsatornát többnapos megfeszített munka után sikerült helyreállítani. 
1931. szeptember 6-tól a Dagesztáni ASZSZK az Észak-kaukázusi régió része volt.
Az új sztálinista szovjet alkotmány elfogadásával 1936. december 5-én az autonóm köztársaságot kivonták az Észak-kaukázusi régióból, és megváltoztatták a nevének jelzőinek sorrendjét ,így jött létre a végleges elnevezés: Dagesztáni Autonóm Szovjet Szocialista Köztársaság. Fél evvel később, 1937. június 12-én a rendkívüli XI. Dagesztáni Szovjet Kongresszus elfogadta a Dagesztáni ASZSZK új alkotmányát.
1938. február 22-én az autonóm köztársaság öt északi régióját átcsatolták a Sztavropoli határterülethez (Acikulak, Karanogaj, Kajasulin, Kizliar, Szelkovszkaja). Ezek közül Kizliar egy autonóm körzet székhelyévé vált, mivel a területen a népszámlálás folyamán több dagesztánit írtak össze, mint oroszt vagy csecsent. 
1944. május 7-én Sztálin személyes rendeletével megszüntette a Csecsen-Ingus ASZSZK-t, mivel szerinte az ott élők szövetkeztek a tengelyhatalmakkal. A csecsenek és az ingusok nagy részét Közép-Ázsiába deportálták, területüket pedig felosztották a Sztavropoli határterület, a Dagesztáni ASZSZK, az Észak-Oszét ASZSZK és a Grúz SZSZK között.
1957. január 9-én helyreállították a Csecsen-Ingus ASZSZK-t, emiatt az 1944-es felosztás területei visszakerültek korábbi tulajdonosához. Cserébe az egykori kizliari autonóm megye területének többségét visszacsatolták a Dagesztáni ASZSZK-hoz. Ezekkel a határmódosításokkal érte el a Dagesztáni ASZSZK a végső kiterjedését, amely a Szovjetunió felbomlásáig megmaradt.
1965-ben az ASZSZK elnyerte a lenini rendet; 1970-ben pedig az októberi forradalom rendjében részesült.
1991. május 13. A Dagesztáni ASZSZK kongresszusa elfogadta az autonómia államállapotáról szóló megváltoztatást, amely szerint a Dagesztáni ASZSZK átalakult Dagesztáni Szovjet Szocialista Köztársasággá, de az OSZSZSZK részeként. Az OSZSZSZK Népi Képviselőházának Kongresszusán 11 nappal később csak részben került elfogadásra az új terv. 
December 17-én Dagesztán Legfelsőbb Tanácsa nyilatkozatot fogadott el a köztársaság oszthatatlanságáról és integritásáról, amely szerint átnevezték országukat Dagesztáni Köztársasággá.
1992. április 21-én az orosz parlament elfogadta a kettős név használatát (Dagesztáni Szovjet szocialista Köztársaság, valamint Dagesztáni Köztársaság). Ez a kiegészítés bekerült az 1978-as orosz alkotmány 1992. május 16-án elfogadott módosításába is. 1992 július 30-án a dagesztáni Legfelsőbb Tanács módosította az alkotmányt, amely kimondta a két elnevezés egyenértékűségét, a fő alkotmány esetében előnyben részesítették az ország második nevét, és a kettős elnevezésre csak az alkotmány neve utalt.
1993. december 25-én hatályba lépett Oroszország új alkotmánya, amely a köztársaság elnevezését csak Dagesztáni Köztársaság néven engedélyezte.

## Közigazgatás[10]
Kezdetben a köztársaságot 10 járásra osztották:
1. Avar járás, székhelye Hunzahi
2. Andoki járás, székhelye Botlih
3. Gunyibi járás, székhelye Gunyib
4. Dargini járás, székhelye Levasi
5. Laki járás, székhelye Kumuh
6. Kajtag-Tabaszaran járás, székhelye Madzsalisz
7. Kurinszki járás, székhelye Kasumkent
8. Samili járás, székhelye Ahti
9. Bujnakszki járás, székhelye Bujnakszk
10. Hasan Jurtai járás, székhelye Kaszavjurt

1922. november 16-án a Tereki kormányzóság Kizljari és az Arcsikulaki kerületek egy része átkerült a Dagesztáni ASZSZK-hoz.
1924. február 13-án a Kizljari kerület teljes területét az megszüntetett Tereki kormányzóságtól átcsatolták az autonóm köztársasághoz.
1928. november 22-én az autonóm köztársasági kerületek és körzetek helyett 26 kanton és 2 városi terület alakult ki.
1929. június 3-án a kantonokat körzetekké, az al-kantonokat pedig részterületekké nevezték át.
1938. február 22-én Acsikulak, Karanogaj, Kajasulin és a Selkovszkij járásokat átcsatolták az újonnan alakult Kizljari kerülethez.
1944. március 7-én a megszüntetett Csecsen-Ingus ASZSZK-tól a Dagesztáni ASZSZK-hoz 6 kerületet csatoltak.

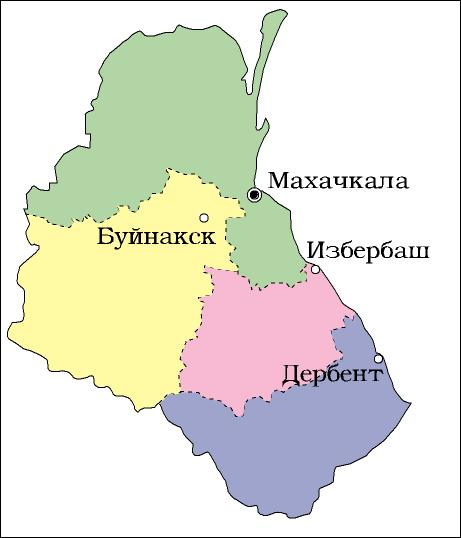
A Dagesztáni ASZSZK 1953-as felosztása

1952. június 25-én a korábbi közigazgatási egységet felszámolták, helyette négy új kerület alakult meg a Dagesztáni ASZSZK-ban: Bujnakszi, Derbenti, Izberbasi, és Mahacskalai.
1953. április 24-én a kerületeket megszüntették, minden közigazgatási egység közvetlenül az autonóm köztársaság kormánya alá tartozott.
1955. október 15-én helyreállították az 1952 előtti közigazgatást.
1956. június 27-én eltörölték a Csudahar kerületet. 1956. december 26-án Mahacskala Leninszkij városi kerületét leválasztották a városról és vidéki kerületté alakították át.
1957. január 9-én az újjáalakuló Csecsen-Ingus ASZSZK a megszüntetett Grozniji kerülettől visszakapta az 1944 előtti területeket.
1960. augusztus 6-án az Uncsukulszkiji kerületet, majd szeptember 14-én a Dokuzparinszkiji, a Karabudakhenti és a Krajnivszkiji kerületeket szüntették meg.

1990-re a Dagesztáni ASZSZK-ban 10 köztársasági szinten álló város volt:
1. Mahacskala
2. Bujnaksz
3. Dagesztanszkije Ognyi
4. Derbent
5. Izberbas
6. Kaszpijszk
7. Kiziljurt
8. Kizljar
9. Haszavjurt
10. Juzsno-Szuhokumszk

## Népessége
A köztársaság lakosságának változása:
| Év   | Lakosok száma |  |
| ---- | ------------- |  |
| 1926 | 788 098 fő    |  |
| 1939 | 930 416 fő    |  |
| 1959 | 1 472 062 fő  |  |
| 1970 | 1 428 540 fő  |  |
| 1979 | 1 627 884 fő  |  |
| 1989 | 1 802 579 fő  |  |

- Az 1926-os dagesztáni népszámlálás, a kerületek és a városok lakosságának etnikai összetétele orosz nyelven
- Az 1939-es dagesztáni népszámlálás, a kerületek és a városok lakosságának etnikai összetétele orosz nyelven

### Az ASZSZK etnikai összetételének aránya
| Év   | Oroszok | Аvarok | Darginok | Kumikok | Lakok | Lezgek | Nogajok | Azeriek | Tabaszaranok | Egyéb hegyi népek | Csecsenek |
| ---- | ------- | ------ | -------- | ------- | ----- | ------ | ------- | ------- | ------------ | ----------------- | --------- |
| 1926 | 12,5%   | 17,7%  | 13,9%    | 11,2%   | 5,1%  | 11,5%  | 3,3%    | 3,0%    | 4,0%         | 1,5%              | 2,8%      |
| 1939 | 14,3%   | 24,8%  | 16,2%    | 10,8%   | 5,6%  | 10,4%  | 0,5%    | 3,4%    | 3,6%         | ?                 | 2,8%      |
| 1959 | 20,1%   | 22,5%  | 13,9%    | 11,4%   | 5,0%  | 10,2%  | 1,4%    | 3,6%    | 3,2%         | 1,6%              | 1,2%      |
| 1970 | 14,7%   | 24,4%  | 14,5%    | 11,8%   | 5,0%  | 11,4%  | 1,5%    | 3,8%    | 3,7%         | 1,3%              | 2,8%      |
| 1989 | 9,2%    | 27,5%  | 15,6%    | 12,9%   | 5,1%  | 11,3%  | 1,6%    | 4,3%    | 4,3%         | 0,9%              | 3,2%      |

## Fordítás
Ez a szócikk részben vagy egészben  a(z)   Дагестанская Автономная Советская Социалистическая Республика című orosz Wikipédia-szócikk ezen változatának fordításán alapul.  Az eredeti cikk szerkesztőit annak laptörténete sorolja fel. Ez a jelzés csupán a megfogalmazás eredetét és a szerzői jogokat jelzi, nem szolgál a cikkben szereplő információk forrásmegjelöléseként.